# Nordburg
Nordburg ist ein Ortsteil der Gemeinde Wienhausen im niedersächsischen Landkreis Celle.

## Geografie
Nordburg liegt südöstlich von der Stadt Celle und östlich vom Kernbereich Wienhausen im Südosten des Landkreises Celle. Der Ort liegt in der Nähe der Aller am Fluss Schwarzwasser. 

## Geschichte
Eine der ersten geschichtlichen Erwähnungen findet Nordburg um 1200, als die drei Söhne Heinrich des Löwen sein Erbe teilten. So erhielt der Pfalzgraf Heinrich neben anderen Abfindungen Celle und „Nortburg“. Den Namen erhielt das Dorf von einer heute stark zerstörten Wallburg mit unbekannter Entstehungsgeschichte im Bereich des heutigen Friedhofs. Aber schon früher gewann die Gegend um Nordburg an Bedeutung. Um 900 ließ der Bischof von Hildesheim eine Burg bei Wahrenholz und bei Müden an der Aller zum Schutz gegen die Wenden errichten. Zum Dank wurden ihm die Gaue Flutwidde und Gretinge zu eigen, die bis dahin dem Grafen Brun I. von Braunschweig gehört hatten. In den folgenden Jahren entwickelte sich zunehmend eine Feindschaft zwischen dem Grafen und dem Bischof und Nordburg gewann als Burg an Bedeutung. Ihr Standort liegt auf dem heutigen Friedhof des Dorfes.
Am 12. August 1215 wurde „Giselbertus, sacerdos de Nortborch“ als Zeuge benannt für die Abspaltung der Kapelle in Bröckel von der Mutterkirche in Wienhausen. Im 14. und 15. Jahrhundert soll ein Zweig der Familie von Hodenberg auf der Burg ansässig gewesen sein. Aus Gründen der Erbfolge fiel im Jahre 1608 das Gut Schwachhausen dem letzten noch lebenden von Hodenberg zu Lehen. Dessen Tochter heiratete den süddeutschen Freiherrn Friedrich Schenck von Winterstädt, welcher später Gutsherr über die Nordburger Bauern wurde.
Um 1850 wurde die Kapelle, die an der Stelle der Burg auf dem Friedhof stand, abgerissen. Später wurde ein einfacher Glockenturm auf den alten Fundamenten errichtet. 
Im April 1945 wurde Nordburg durch das 1. Bataillon des 333. Regiments der US-Army befreit. Zu diesem Zeitpunkt lagen noch etwa 100 SS-Soldaten im Dorf, die sich nach kurzem Kampf Richtung Nordosten zurückzogen.
Am 1. Januar 1973 wurde Nordburg in die Gemeinde Wienhausen eingegliedert.

## Kultur und Sehenswürdigkeiten
Siehe auch Liste der Baudenkmale in Wienhausen#Nordburg

## Tourismus
Nordburg verfügt über einen zentral gelegenen Campingplatz im Ortskern. 